# Акмая (поселение бронзового века)
Акмая — поселение эпохи бронзы. Расположено в 25 км к юго-западу от Кызылтау Шетского района Карагандинской области на северном склоне Акмайских гор. Первые раскопки проводились в 1985 году Центрально-Казахстанской археологической экспедицией (руководитель Ж. Курманкулов). На площади около 1 га раскопаны половина дома круглой формы (площадь раскопа 6,5×5,5 м) и две медеплавильные печи. Найдены множество фрагментов глиняной посуды с геометрическим узором, бронзовые обоюдоострые ножи, каменные дробилки, каменные зернотёрки, кости животных. Основным занятием жителей поселения Акмая было медеплавильное производство, изготовление оружия и других предметов. Занимались также земледелием, скотоводством, охотой. Поселение Акмая относится к 14—13 веку до н. э.